# Оксид фосфора(V)
Пентаоксид фосфора, также оксид фосфора(V) (фосфорный ангидрид, пятиокись фосфора) — неорганическое химическое соединение класса кислотных оксидов с формулой P2O5. Белый кристаллический порошок, реагирует с водой; ядовит.

## Строение
Пары оксида фосфора(V) имеют состав P2O5. Твёрдый оксид склонен к полиморфизму. Существует в аморфном стекловидном состоянии и кристаллическом. Для кристаллического состояния известны две метастабильные модификации пентаоксида фосфора — гексагональная Н-форма (а = 0,744 нм, = 87°, пространственная группа R3С) и орторомбическая О-форма (а = 0,923 нм, b = 0,718 нм, с = 0,494 нм, пространственная группа  Рпат), а также одна стабильная орторомбическая О-форма (а =1,63 нм, b= 0,814 нм, с =0,526 нм, пространственная группа Fdd2). Молекулы P4O10 (Н-форма) построены из 4 групп PO4 в виде тетраэдра, вершины которого занимают атомы фосфора, 6 атомов кислорода располагаются вдоль рёбер, а 4 — по оси третьего порядка тетраэдра. Эта модификация легко возгоняется (360°С) и активно взаимодействует с водой.
Другие модификации имеют слоистую полимерную структуру из тетраэдров PO4, объединённые в 10-членные (О-форма) и 6-членные (О'-форма) кольца. Эти модификации имеют более высокую температуру возгонки (~580°С) и менее химически активны. H-форма переходит в О-форму при 300—360оC.

## Свойства
P2O5 очень активно взаимодействует с водой при нагреве (H-форма поглощает воду даже со взрывом), образуя смеси метафосфорных кислот, состав которых зависит от количества воды и других условий:{\displaystyle {\mathsf {P_{2}O_{5}+3H_{2}O\rightarrow 2H_{3}PO_{4}}}}
При дальнейшем нагреве образует пирофосфорную кислоту:
{\displaystyle {\mathsf {2H_{3}PO_{4}\rightarrow H_{4}P_{2}O_{7}+H_{2}O}}}
На холоде с водой образует метафосфорную кислоту:
{\displaystyle {\mathsf {P_{2}O_{5}+{H_{2}O}\rightarrow 2HPO_{3}}}}

При сильном нагревании распадается на:
{\displaystyle {\mathsf {2P_{2}O_{5}\rightarrow P_{4}O_{6}+2O_{2}\uparrow }}}
Он также способен извлекать воду из других соединений, представляя собой сильное дегидратирующее средство:
{\displaystyle {\mathsf {4HNO_{3}+P_{4}O_{10}\rightarrow 4HPO_{3}+2N_{2}O_{5}}}}
{\displaystyle {\mathsf {2HClO_{4}+P_{2}O_{5}\rightarrow 2HPO_{3}+Cl_{2}O_{7}}}}
Оксид фосфора(V) широко применяется в органическом синтезе. Он реагирует с амидами, превращая их в нитрилы:
{\displaystyle {\mathsf {P_{4}O_{10}+RCONH_{2}\rightarrow P_{4}O_{9}(OH)_{2}+RCN}}}
Карбоновые кислоты переводит в соответствующие ангидриды:
{\displaystyle {\mathsf {P_{2}O_{5}+6RCOOH\rightarrow 2H_{3}PO_{4}+3(RCO)_{2}O}}}
Оксид фосфора(V) также взаимодействует со спиртами, эфирами, фенолами и другими органическими соединениями. При этом происходит разрыв связей P—О—P и образуются фосфорорганические соединения. Реагирует с NH3 и с галогеноводородами, образуя фосфаты аммония и оксигалогениды фосфора:
{\displaystyle {\mathsf {P_{2}O_{5}+3PCl_{3}+O_{2}\rightarrow P_{2}O_{4}+3POCl_{3}(+2PCl_{3}+O_{2})\rightarrow ...}}}
При сплавлении P4O10 с основными оксидами образует различные твёрдые фосфаты, природа которых зависит от условий реакции.
Оксид активно взаимодействует с водой, поэтому его часто используют в качестве осушителя.

## Получение
Оксид фосфора(V) получают сжиганием фосфора в избытке кислорода или воздуха. Технологический процесс происходит в камере сжигания и включает в себя окисление элементарного P предварительно осушенным воздухом, осаждение P2O5 и очистку отходящих газов. Очищают полученный пентаоксид возгонкой.
{\displaystyle {\mathsf {4P+5O_{2}\rightarrow 2P_{2}O_{5}}}}
Технический продукт имеет вид белой снегообразной массы, состоящей из смеси разных форм P4O10.

## Основные сферы использования
P2O5 применяют как осушитель газов и жидкостей. Также он является промежуточным продуктом в производстве ортофосфорной кислоты H3PO4 термическим способом.
Широко используется в органическом синтезе в реакциях дегидратации и конденсации.

## Физиологическое значение
Пентаоксид фосфора особо токсичен; относится ко второму классу опасности и в высоких концентрациях раздражает кожу и слизистые оболочки глаз.
ПДК в рабочей зоны — 1 мг/м³ (в соответствии с ГОСТ 12.1.005-76).
ЛД50 на крысах и белых мышах при пероральном введении составляет 140 мг/кг.